# Northrop YB-49
Northrop YB-49 — предсерийная модификация стратегического бомбардировщика Northrop XB-35, разработанного компанией Northrop Corporation для ВВС США в 1945-м году. Основное отличие YB-49 от базового прототипа — установка восьми турбореактивных двигателей вместо четырёх поршневых. YB-49 так и не пошёл в серийное производство, уступив более традиционной конструкции своего конкурента, Convair B-36. Все наработки, использованные в YB-35 и YB-49, спустя десятилетия были использованы при создании бомбардировщика-невидимки B-2 в начале 1990-х годов.

## История создания
В 1944 году стало ясно, что разработка XB-35 сильно отстаёт от намеченного графика, а эра поршневой авиации близится к своему закату, ВВС США расторгло контракт на производство XB-35. Тем не менее, концепция «летающего крыла» была весьма перспективной. Поэтому командование ВВС разрешает фирме Northrop продолжить работу по испытанию одного из предсерийных бомбардировщиков XB-35.
Позднее ВВС потребовали оснастить несколько недостроенных экземпляров XB-35A реактивными двигателями. Эта модификация получила обозначение YB-49.
Первый полет состоялся 22 октября 1947-го года. и реактивный вариант сразу же показал себя как более перспективный, чем его поршневой аналог. YB-49 установил неофициальный рекорд продолжительности полёта, постоянно оставаясь выше 12,2 км в течение 6,5 часов.
Во время лётных испытаний в 40-х годах было установлено, что самолёт типа «летающее крыло» имел малую радиолокационную заметность, благодаря этой специфике конструкции. Десятилетия спустя этот момент оказался решающим для разработки бомбардировщика B-2.

## Эксплуатация
Когда в сентябре 1948 года переделка одного из YB-49 в самолёт-разведчик YRB-49A была завершена, ВВС решили заказать серию разведывательных самолётов этого типа. Самолёт получил обозначение RB-49A. Он оснащался шестью реактивными двигателями, два из которых были установлены в подкрыльевых гондолах, что ухудшало изначальную аэродинамику самолёта. В то же время реактивные двигатели потребляли значительно больше топлива, чем поршневые, что привело к значительному снижению дальности полёта. Размещение в мотогондолах дополнительных ёмкостей с топливом позволило немного исправить этот недостаток, однако RB-49A все ещё сильно уступал по дальности своему основному конкуренту, Convair B-36.
15 марта 1950 года программа была свёрнута. Все недостроенные YB-35B, в том числе уже переоборудованные в YRB-49A, были отправлены на слом. Лётные испытания единственного оставшегося прототипа YB-49 завершились 14 марта 1950 года. По роковому стечению обстоятельств, этот последний прототип потерпел аварию при скоростном рулении и был полностью уничтожен в результате последовавшего пожара.
Спустя два месяца, по приказу министра ВВС Стюарта Саймингтона, все контракты с Northrop были внезапно расторгнуты без объяснения причин. Саймингтон также отклонил просьбу Смитсоновского института авиации о предоставлении им одного из оставшихся «летающих крыльев», также без объяснения причин.
Все остальные машины, за исключением единственного разведывательного варианта YRB-49A, были порезаны на металл по личному распоряжению главы ВВС, Саймингтона. На завод Нортропа были доставлены мобильные печи, где останки самолётов были переплавлены на глазах конструктора и персонала завода. Главный конструктор, Джек Нортроп, уволился из основанной им же компании и ушёл из авиации. Его сын, Джон Нортроп-младший, позже признался, что его отец был опустошён зрелищем того, как мечту всей его жизни режут и переплавляют на металл. Нортроп всю жизнь считал, что причиной тому послужили политические интриги — Нортроп считал, что его проект «летающее крыло» был саботирован под влиянием коррупционных сделок между Convair и высшим руководством ВВС США.
Единственный оставшийся YRB-49A впервые полетел 4 мая 1950 года. После 13 полётов испытания внезапно прекратили 26 апреля 1951 года, это был его последний полёт. Затем он был направлен с базы ВВС Эдвардс в штаб-квартиру Нортропа. Там последний самолёт оставался заброшенным более двух лет, пока 1 декабря 1953 года не был отдан на слом.

## Упоминания
В художественный фильме «Война миров» (1953), на марсиан со стратегического бомбардировщика Northrop YB-49 сбрасывают самую мощную, из имеющихся в земном арсенале, атомную бомбу.

## Технические характеристики
| Параметр | Длина, м | Высота, м | Размах крыла, м | Площадь крыла, м2 | Вес пустого, кг | Двигатели            | Максимальная скорость, км/ч | Вооружение | Бомбовая нагрузка, кг |
| Значение | 16.2     | 4,6       | 52,4            | 372               | 40,116          | 8 х AllissonJ35-A-15 | 793 км/ч                    | -          | 7260                  |